# Jan Smeekens
Johannes Adrianus Albertus Smeekens –conocido como Jan Smeekens– (Zwolle, 11 de febrero de 1987) es un deportista neerlandés que compitió en patinaje de velocidad sobre hielo.
Participó en tres Juegos Olímpicos de Invierno, entre los años 2010 y 2018, obteniendo una medalla de plata en Sochi 2014, en la prueba de 500 m.
Ganó tres medallas en el Campeonato Mundial de Patinaje de Velocidad sobre Hielo en Distancia Individual entre los años 2011 y 2017.

## Palmarés internacional
| Juegos Olímpicos                           | Juegos Olímpicos          | Juegos Olímpicos  | Juegos Olímpicos |
| Año                                        | Lugar                     | Medalla           | Prueba           |
| ------------------------------------------ | ------------------------- | ----------------- | ---------------- |
| 2014                                       | Sochi (Rusia)             | Medalla de plata  | 500 m            |
| Campeonato Mundial en Distancia Individual |                           |                   |                  |
| Año                                        | Lugar                     | Medalla           | Prueba           |
| 2011                                       | Inzell (Alemania)         | Medalla de bronce | 500 m            |
| 2013                                       | Sochi (Rusia)             | Medalla de bronce | 500 m            |
| 2017                                       | Gangneung (Corea del Sur) | Medalla de oro    | 500 m            |